# سارة روي
سارة روي (بالإنجليزية: Sarah Roy) (و. 1986  م) هي دراجة على الطريق، من أستراليا، ولدت في سيدني.

## سباقات أو مراحل فاز بها
| التاريخ        | السباق                                                    | المركز                                                                  |
| -------------- | --------------------------------------------------------- | ----------------------------------------------------------------------- |
| 03 أغسطس 2014  | Tour de Charente-Maritime féminin 2014                    |                                                                         |
| 27 فبراير 2016 | طواف نيوشبلاد للسيدات 2016                                | الثامن في التصنيف العام                                                 |
| 28 فبراير 2016 | أوملوب فان هيت هاجيلاند 2016                              | السابع في التصنيف العام                                                 |
| 22 مايو 2016   | 2016 GP Cham-Hagendorn                                    |                                                                         |
| 29 مايو 2016   | Gooik–Geraardsbergen–Gooik 2016                           | الرابع في التصنيف العام                                                 |
| 05 يونيو 2016  | Keukens van Lommel Ladies Classic 2016                    |                                                                         |
| 26 فبراير 2017 | أوملوب فان هيت هاجيلاند 2017                              | الثالث في التصنيف العام                                                 |
| 07 مايو 2017   | طواف جزيرة تشونغ مينغ سباق المرحلة 2017                   | الرابع في التصنيف العام، الرابع في تصنيف الجبال، الرابع في تصنيف النقاط |
| 20 مايو 2017   | 2017 Tour de Berne (women's race)                         |                                                                         |
| 21 مايو 2017   | 2017 GP Cham-Hagendorn                                    |                                                                         |
| 11 يونيو 2017  | طواف السيدات 2017                                         | الثامن في تصنيف النقاط                                                  |
| 27 مايو 2018   | Gooik–Geraardsbergen–Gooik 2018                           | الأول في التصنيف العام                                                  |
| 02 يونيو 2018  | 2018 Omloop van de IJsseldelta                            |                                                                         |
| 06 يناير 2019  | سباق الطريق للسيدات في بطولة أستراليا لركوب الدراجات 2019 |                                                                         |
| 13 يناير 2019  | طواف سانتوس للسيدات 2019                                  | الأول في تصنيف النقاط                                                   |
| 01 أغسطس 2019  | 2019 Clásica Féminas de Navarra                           |                                                                         |
| 07 فبراير 2021 | سباق الطريق للسيدات في بطولة أستراليا 2021                |                                                                         |

## روابط خارجية
- سارة روي على موقع الاتحاد الدولي للدراجات (الإنجليزية)
- سارة روي على موقع أرشيف الدراجات (الإنجليزية)
- سارة روي على موقع إحصائيات الدراجات الإحترافية (الإنجليزية)
- سارة روي على موقع نسبة الدراجات (الإنجليزية)
- سارة روي على موقع CycleBase (الإنجليزية)